# Meiji Gekken: 1874
Meiji Gekken: 1874 (明治撃剣－1874－?) es una serie de televisión de anime japonesa original creada por Tsukasa Sakurai y Naoki Tozuka y animada por Tsumugi Akita Animation Lab.

## Argumento
En 1874 habían pasado siete años desde el fin de la era de los samuráis. Un antiguo samurái, Shizuma Orikasa, trabaja como conductor de rickshaw en Tokio mientras busca a su prometida, Sumie Kanomata, que desapareció durante la Guerra Boshin. Shizuma frustra un intento de asesinato y se une al nuevo departamento de policía, donde luchará para evitar que el mal derroque al Gobierno.

## Personajes
Shizuma Origasa (折笠静馬 Origasa Shizuma?)
 Seiyū: Yūichi Nakamura (actor nacido en 1980)
Ex samurái del clan Aizu quien abandonó su carrera de samurái y se mudó a Tokio para ganarse la vida como conductor de rickshaw. Después del intento de asesinato de Tomomi Iwakura, se convirtió en agente de policía (actualmente oficial de policía). En el momento de la Guerra Boshin, el gobierno y el ejército lo conocían como el "Asesino de Demonios de Aizu", y su habilidad permanece sin cambios. Aunque no muestra sus habilidades con la espada, tiene bastante confianza en su habilidad. Está buscando a su prometida que desapareció durante la Guerra Boshin. También tiene un fuerte sentido de la justicia y es profundamente justo. También tiene un lado sorprendentemente directo. Shizuma logra encontrar a su prometida Sumie pero ella no desea verlo. Cuando se entera del plan de Hiramatsu de secuestrar al Emperador, Shizuma y un escuadrón de policía se dirigen al Palacio Imperial y logran frustar el plan. Allí, Shizuma agarra a Sumie y huye con ella para convencer a Katamori Matsudaira que no busque venganza por Aizu, pero son interrumpidos por un espadachín de Hiramatsu, quien dispara un tiro, matando a Sumie justo cuando Shizuma clava su espada a su agresor. Tanto Shuragami como Shizuma abordan por separado el barco de Hiramatsu y Shizuma derrota a Gotou, mientras Shuragami hace lo mismo con Hiramastu. Shizuma intenta arrestar a Shuragami, lo que ocasiona que ambos peleen en cubierta, pero Hiramatsu interviene y mata a Shuragami con un tiro. Meses después, Shizuma deja la policía para encontrar su propia paz.
Kyōshirō Shuragami (修羅神狂死郎 Shuragami Kyōshirō?)
 Seiyū: Satoshi Mikami
Un hábil espadachín de cabello plateado que lleva un parche en un ojo. Era un samurái del dominio Shounai, anteriormente conocido como Ikegami Souichirou. Seis años atrás, después de que la Alianza Satchou derrotara al Shogunato, los vencedores declararon la guerra a los Shounai y Aizu para extender su dominio sobre Japón. El padre de Souichirou fue presionado por Buhei Hiramatsu que por aquel entonces era asesor militar de Aizu para que cediera a Prusia la región de Enzo controlada por Aizu y Shounai a cambio de la ayuda del ejército prusiano. Cuando escucharon noticias a bordo del barco prusiano de que ambos clanes habían capitulado ante el nuevo gobierno, Hiramatsu mató a Ikegami y sus sirvientes para mantener el acuerdo en secreto e hirió a Souichirou, quien cayó por la borda después de perder un ojo. Fue rescatado y luego formó una banda con Dario, Gensho y Guen. Desde entonces, busca vengarse de Buhei Hiramatsu. Logra alcanzar a Hiramatsu cuando éste está esperando en un barco en alta mar a que sus hombres regresen con el Emperador, se enfrenta a Hiramatsu y consigue derrotarlo. Sin embargo, mientras peleaba contra Shizuma cuando intentaba arrestarlo, Shuragami recibe un disparo por parte de Hiramatsu y muere en los brazos de Shizuma.
Sumie Kanomata/Hinazuru (鹿又澄江／雛鶴 Kanomata Sumie/Hinazuru?)
 Seiyū: Tomoyo Kurosawa
La prometida de Shizuma. Durante la Guerra Boshin, trató a soldados heridos en un puesto de ayuda temporal en el Castillo Tsuruga, pero desapareció cuando fue a la ciudad del castillo en busca de suministros que escaseaban. Es buena creando figuras de origami de conejo en formas únicas, y le dio un conejo de origami a Shizuma como talismán cuando estaba a punto de ir a la guerra. Shizuma todavía lo lleva como un amuleto importante y como su única pista sobre Sumie. Se revela que Sumie fue la única superviviente de una masacre de mujeres perpetrada por Zenbei Kuraya y sus fuerzas en la Guerra Boshin. Desde entonces, ha estado trabajando en Tokio como geisha usando el nombre de "Hinazuru". Sin embargo, esa es sólo una fachada; ya que secretamente recibe órdenes de una persona misteriosa llamada "Gozen" de asesinar a las personas que se interponen en el camino del nuevo gobierno. Muestra un lado afectuoso y amable con Koume, una compañera geisha. Sumie padece de una enfermedad en el pecho, quedándole poco tiempo de vida. Inicialmente creyó que Shizuma había muerto en la Guerra Boshin hasta que Koume le revela que está vivo, aun así ella no desea verlo porque sus manos están manchadas de sangre por haber matado a mucha gente. Sumie se une al plan de Hiramastu de secuestrar al Emperador, pero Shizuma la agarra y huye con ella, insistiendo en que quiere estar con ella por lo que es. Luego, los dos le piden a Katamori Matsudaira que no busque venganza por Aizu, pero son interrumpidos por un espadachín de Hiramatsu, quien dispara a Shizuma. Sin embargo, Sumie se interpone para proteger a Shizuma y muere al recibir el tiro. Meses después, Koume y Kamejirou nombran a su hija recién nacida como ella.
Koume (小梅?)
 Seiyū: Miyuki Satō
La inocente amiga de Hinazuru que no tiene conocimiento de su pasado ni de su misión actual. Ella es quien descubre que Shizuma sigue con vida y le cuenta la noticia a Hinazuru. Ella se casa con Kamejirou y meses después da a luz a una niña que lleva el nombre de su difunta amiga Sumie.
Senri Kuroki (黒木せんり Kuroki Senri?)
 Seiyū: Lynn
Periodista japonesa-británica. Su nombre en Inglaterra es "Mary Blackwood". En Japón trabaja como reportera con este nombre. También visita libremente la Legación Británica y, como socio comercial del Ministro Parkes, también realiza actividades de inteligencia como títere. Tiene una personalidad muy fuerte y activa.
Buhei Hiramatsu (平松武兵衛 Hiramatsu Buhei?)
 Seiyū: Kazuhiro Yamaji
La persona detrás de Fujishima y Moriyagumi. Se llama "Gozen" y siempre lleva capucha cuando aparece en público. Su nombre real es John Henry Schnell. Seis años atrás, cuando era asesor militar del clan Aizu, Buhei intentó buscar la ayuda del ejército prusiano a cambio de ceder la región de Enzo controlada por Aizu a Prusia, pero cuando los clanes Shounai y Aizu se rinden ante el nuevo gobierno, Hiramatsu mata al padre de Ikegami Souichirou y a sus sirvientes para mantener en secreto el acuerdo. Aunque la era samurái ha terminado, todavía usan hakama con un escudo, como las personas de las familias samuráis tradicionales, y mantienen el cabello recogido debajo de las capuchas. De hecho, no le gusta el nuevo gobierno, que se inclina hacia la civilización occidental, y planea utilizar a Fujishima y Moriya-gumi para asesinar a figuras clave del nuevo gobierno y causar caos político con el objetivo de devolver el poder a los samuráis. Hiramatsu ordena a sus hombres secuestrar al Emperador mientras los espera en un barco en alta mar, pero es alcanzado por Shuragami. Ambos se enfrentan hasta que Shuragami derrota a Hiramatsu cortándole la espalda y arrancándole el chonmage del cabello, dañandole su orgullo como samurai. Con sus últimas fuerzas que le quedaban, Hiramatsu logra matar a Shuragami disparándole mientras se enfrentaba a Shizuma antes de morir engullido por las llamas del barco que se incendió.
Ryūzō Moriya (守屋龍三 Moriya Ryūzō?)
 Seiyū: Katsuhisa Hōki
El líder de Moriya-gumi, un grupo yakuza con gran poder en Tokio. Es un hombre rudo con un fuerte deseo de expresarse y prefiere hacer las cosas por la fuerza. Le gustan las habilidades, la sabiduría y la lealtad de Kyoshiro hacia Ryuzo y comienza a usarlo mucho. Si bien los Moriya-gumi abrieron salones de juego, también trabajaron en la industria del entretenimiento y como promotores, y Moriya-gumi también fue el promotor del Dainippon Gekiken-kai.
Masaomi Kuramoto (倉本正臣 Kuramoto Masaomi?)
 Seiyū: Setsuji Satō
Fue un samurai que se unió al ejército de Meiji, adoptando el nombre de Zenbei Kuraya. En medio de la Guerra Boshin, él y sus fuerzas masacraron a un grupo de mujeres armadas que huían del castillo, quedando Sumie como única sobreviviente. Tras la Restauración Meiji, Zenbei Kuraya forma el "club de caza" y comienza a secuestrar mujeres para después asesinarlas en una cacería durante la noche. Shizuma se entera de las actividades asesinas de Kuraya y él y su amigo Hidenobu Osanai van tras Kuraya ellos mismos. Se encuentran con Kuraya y su club cazando a la amiga de Hinazuru, Koume. Junto con los refuerzos de la policía, capturan a Kuraya y sus asociados. Sin embargo, Hinazuru luego mata a tiros a Kuraya desde la distancia.

## Producción y lanzamiento
Meiji Gekken: 1874 fue animada por Tsumugi Akita Animation Lab. Está dirigida por Jin Tamamura y escrita por Tozuka, con Shigeru Nishigori y Masayori Komine diseñando los personajes y Shūji Katayama componiendo la música. Se estrenó el 14 de enero de 2024 en BS Shochiku Tokyu. 
Crunchyroll obtuvo la licencia de la serie como parte de su marca Crunchyroll Original.